# دانیل کابلان دانکن
دانیل کابلان دانکن (انگلیسی: Daniel Kablan Duncan؛ زادهٔ ۳۰ ژوئن ۱۹۴۳) سیاستمدار اهل ساحل عاج است. وی دو بار از ۱۱ دسامبر ۱۹۹۳ تا ۲۴ دسامبر ۱۹۹۹ و سپس از ۲۱ نوامبر ۲۰۱۲ تا ۹ ژانویه ۲۰۱۷ نخست‌وزیر ساحل عاج بود.